# 1185
1185 (MCLXXXV) var ett normalår som började en tisdag i den julianska kalendern.

## Händelser

### November
- 25 november – Sedan Lucius III har avlidit samma dag väljs Umberto Crivelli till påve och tar namnet Urban III.

### Okänt datum
- En kyrka uppförs till martyren Eskils ära i Tuna, den plats där han mördades och orten döps om till Eskilstuna.
- Jon blir ny svensk ärkebiskop.

## Födda
- Inge Bårdsson, kung av Norge 1204–1217.
- Inga från Varteig, norsk stormannakvinna (omkring detta år)

## Avlidna
- 18 juli – Stefan, svensk ärkebiskop sedan 1164.
- 25 november – Lucius III, född Ubaldo Allucingoli, påve sedan 1181.
- Bhaskara, indisk astronom.